# Фиолетовый день

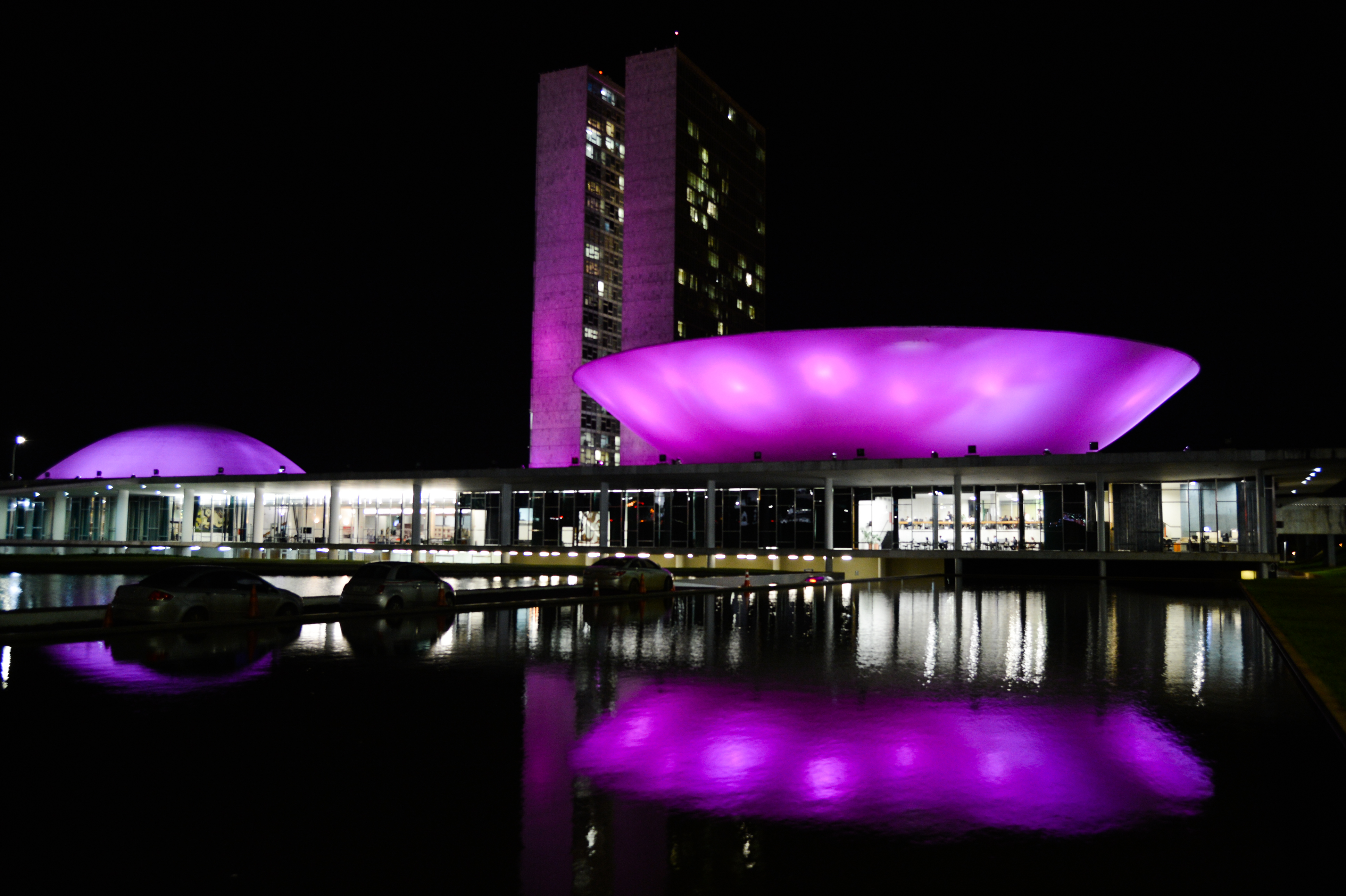
Подсветка Дворца Национального конгресса Бразилии в Фиолетовый день

Фиолетовый день — массовое глобальное мероприятие, организуемое с целью повышения осведомлённости об эпилепсии и развенчания распространённых мифов и страхов перед этим неврологическим расстройством. Отмечается ежегодно 26 марта.

## История
Автор идеи Фиолетового дня — девятилетняя канадка Кэссиди Меган, она была мотивирована своей собственной борьбой с эпилепсией. Первое мероприятие было проведено 26 марта 2008 года. Ассоциация больных эпилепсией Новой Шотландии поддержала Кэссиди и помогла распространить информацию о её инициативе.
В 2009 году нью-йоркский Фонд Аниты Кауфманн и Ассоциация больных эпилепсией Новой Шотландии объединились, чтобы запустить Фиолетовый день на международном уровне и привлечь к нему организации, школы, предприятия, политиков и знаменитостей.
В марте 2012 года Фиолетовый день получил королевскую санкцию и стал официальным днём осведомлённости об эпилепсии в Канаде.
В декабре 2015 года розничный продавец электроники Дик Смит организовал крупное корпоративное партнерство с Epilepsy Action Australia, чтобы поддержать Фиолетовый день в Австралии с помощью 50 000 долларов, призов и эксклюзивного распространения товаров Фиолетового дня. За неделю до празднования Дик Смит попал в конкурсное управление, и Retail Food Group предоставила пожертвование в размере 50 000 долларов, чтобы соблюсти данное Смитом обещание.

## Описание
Фиолетовый день проводится ежегодно 26 марта. Участникам рекомендуется надевать предмет одежды фиолетового цвета. Лаванда — международный цвет эпилепсии, а также цвет, символизирующий одиночество.
Цель Фиолетового дня — повысить осведомлённость общественности, уменьшить социальную стигму, с которой сталкиваются многие люди с этим заболеванием, и дать людям, живущим с эпилепсией, возможность взаимодействовать с их сообществами.
Во время Фиолетового дня 2018 года Альянс по лечению эпилепсии призвал технологический сектор продвигать дальнейшие инновации для лечения эпилепсии.
В Торонто в честь этой даты окрашивают в фиолетовый цвет Си-Эн Тауэр, в английском Бервике подсвечивают фиолетовым мосты. В Бразилии устраивают празднества с запуском в небо тысячи фиолетовых шаров. В России к 26 марта приурочены специализированные конференции.

### Мировой рекорд Гиннесса
В 2017 году во время Фиолетового дня Фонд Аниты Кауфманн установил мировой рекорд Гиннесса за проведение крупнейшей в истории тренировки по оказанию первой помощи при приступе эпилепсии.